# Instinto (álbum de Maía)
Instinto es el tercer álbum de estudio de la cantante colombiana Maía. Fue publicado el 25 de abril de 2013 por Sony Music Entertainment.
| N.º | Título                                        | Duración |  |
| 1.  | «Antídoto»                                    | 3:04     |  |
| 2.  | «No Quererte»                                 | 3:19     |  |
| 3.  | «Hoy»                                         | 3:46     |  |
| 4.  | «Aniversario»                                 | 3:27     |  |
| 5.  | «He Tenido Que Aprender» (Versión Bossa Nova) | 3:42     |  |
| 6.  | «Mi Canto»                                    | 3:49     |  |
| 7.  | «Abecedario»                                  | 3:36     |  |
| 8.  | «Si Fuera Siempre Abril»                      | 3:23     |  |
| 9.  | «Oye Mi Amor»                                 | 3:33     |  |
| 10. | «Ángel»                                       | 4:06     |  |
| 11. | «Promesa»                                     | 3:41     |  |